# Bătălii de frontieră ale Operațiuni Barbarossa

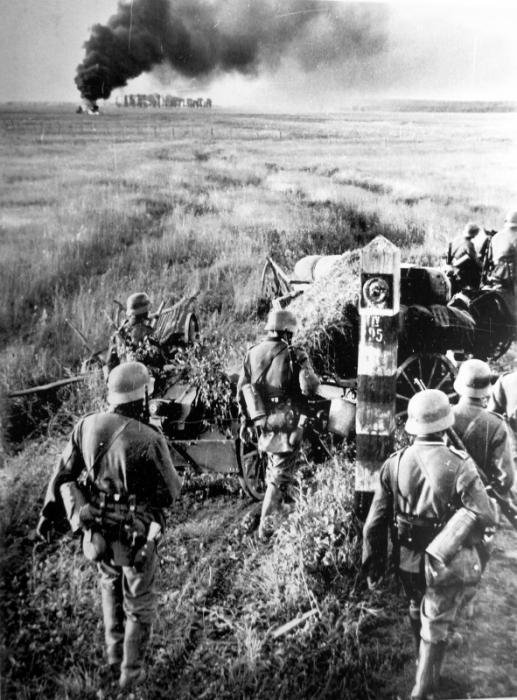
Trupele Wehrmacht trec frontiera de stat a URSS la 22 iunie 1941

Bătăliile de frontieră ale Operațiuni Barbarossa (22-29 iunie 1941) au fost acțiunile de luptă ale trupelor sovietice de acoperire și de frontieră în zonele de frontieră ale URSS din Lituania, vestul Belarusului și vestul Ucrainei împotriva trupelor Wehrmachtului în timpul celui de-Al Doilea Război Mondial.
Frontierele de vest ale URSS cu Germania erau acoperite de districtele militare speciale Baltica (comandantul general-colonel F. I. Kuznetsov), Vest (comandant general de armată D. G. Pavlov), și Kiev (comandant general-colonel M. P. Kirponos), care au fost transformate în prima zi a războiului în Fronturile de Nord-Vest, Vest și Sud-Vest.

## Direcția nordică
Două grupuri de tancuri germane acționau împotriva Frontului de Nord-Vest al Armatei Sovietice: Grupul 4 Panzer al Grupului de armate Nord în direcția Daugavpils și Grupul 3 Panzer al Grupului de armate Centru în direcția Vilnius.
La 23 iunie, o încercare a Comandamentului Frontului de Nord-Vest de a lansa un contraatac cu două corpuri mecanizate (aproape 1.000 de tancuri) în apropierea orașului Raseinai s-a încheiat cu o înfrângere, iar la 25 iunie s-a decis retragerea peste Daugava de Vest. Pe 26 iunie, trupele germane au reușit să traverseze râul în apropiere de Daugavpils, iar pe 2 iulie — în apropiere de Jekabpils. La 1 iulie, Armata a 18-a germană a ocupat Riga și a intrat pe teritoriul din sudul Estoniei.
Între timp, la 23 iunie, Grupul 3 Panzer al Wehrmachtului a învins Divizia 5 Panzer a Armatei a 11-a sovietice lângă Alytus, a ocupat Vilnius la 24 iunie și a ajuns în spatele Frontului de Vest.

## Direcția centrală
Armatele de flanc ale Frontului de Vest (Armata a 3-a în zona Grodno și Armata a 4-a în zona Brest) au suferit pierderi semnificative în prima zi a războiului. Până la 25 iunie, Armata a 4-a sovietică a fost nevoită să se retragă în interior la o distanță de până la 200 km. Pe 23 iunie, forțele Corpurilor 6 și 11 Mecanizate și 6 Cavalerie, precum și o parte din Armata a 3-a, au încercat să lanseze o contraofensivă în zona Hrodna, dar forțele alocate pentru atac nu au avut timp să se concentreze în zonele desemnate, iar o ofensivă simultană a eșuat. După două zile de lupte, pe 25 iunie, Înaltul Comandament Stavka a permis trupelor să se retragă spre fortificațiile Minsk și Slutsk.
La 28 iunie 1941, trupele germane au capturat Minskul și au închis inelul de încercuire care înconjura principalele forțe ale Frontului de Vest. La 30 iunie, generalul de armată D.G. Pavlov a fost înlăturat de la comanda Frontului de Vest, iar la 4 iulie a fost împușcat de un tribunal militar.

## Direcția sudică

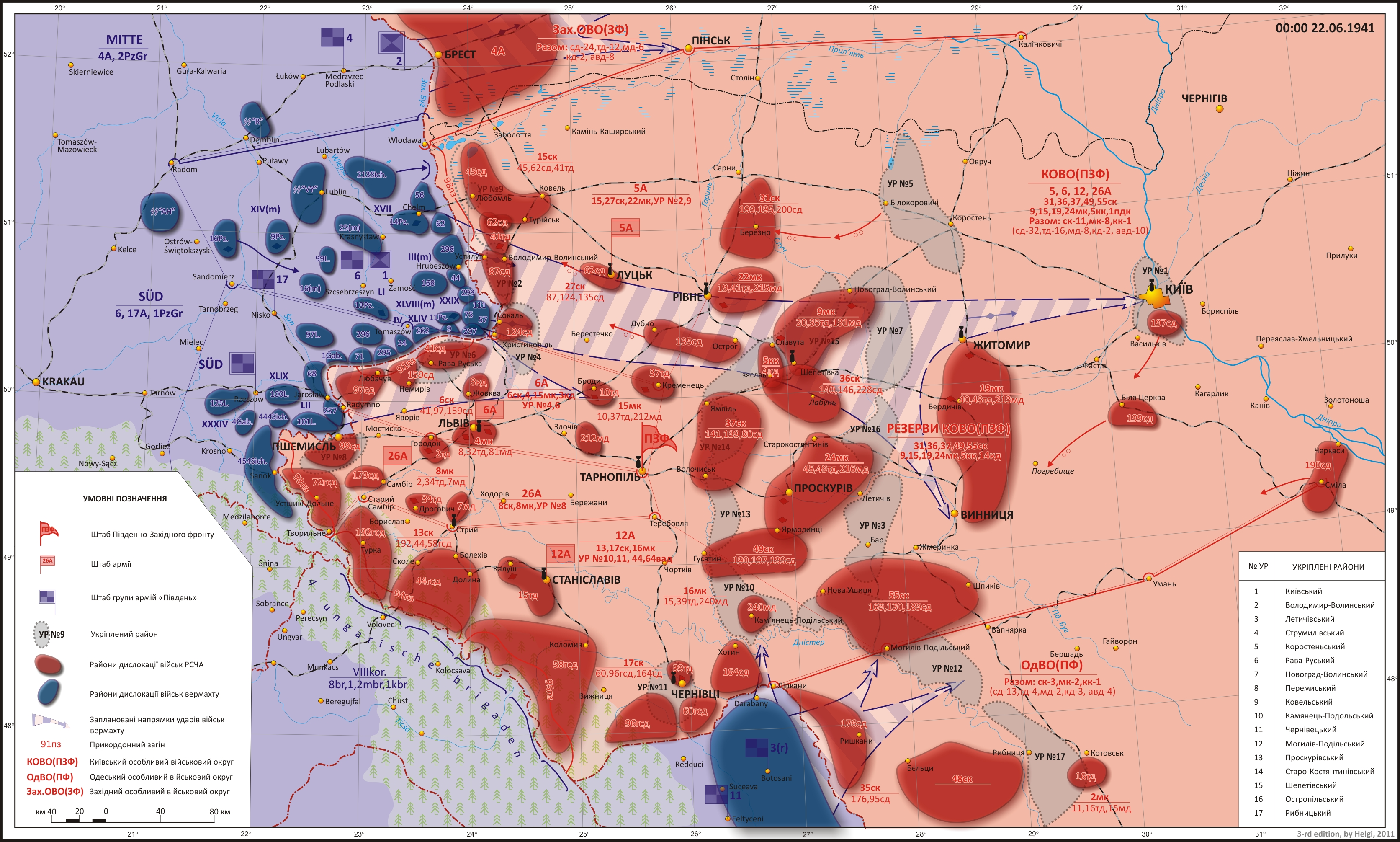
O hartă operațională a localizării forțelor părților în zona protejată și a direcțiilor atacurilor planificate de Wehrmacht, în noaptea de 22 iunie 1941

În direcția sudică, Armata Roșie dispunea de cea mai puternică grupare, astfel încât succesele militare ale Wehrmachtului aici au fost mai mici decât în alte părți ale frontului. Între 23 și 26 iunie, mai întâi aviația și apoi navele Flotei Mării Negre au lovit orașele românești Sulina și Constanța.
La 24 iunie, în zona triunghiului Dubno—Luțk—Brodî, trupele Frontului de Sud-Vest, cu ajutorul a cinci corpuri mecanizate, au încercat să oprească înaintarea Grupului 1 Panzer german. Bătălia de tancuri a implicat aproximativ 3.200 de tancuri de ambele părți. Deși Armata Roșie a fost învinsă, aceasta a întârziat ofensiva germană timp de o săptămână și a împiedicat izolarea grupării sovietice din Lviv.